# Ramón Eulogio Bonaventura Lagier Pomares
Ramón Eulogio Bonaventura Lagier Pomares (Alacant, 12 de març de 1821 - Elx, 28 d'octubre de 1897) fou un polític valencià, alcalde d'Alacant durant la Primera República Espanyola.
Era fill d'un liberal que el 1823 hagué de fugir a França, i nova tornar fins al a mort de Ferran VII d'Espanya. Es va criar amb els seus avis a Elx i va estudiar a l'Escola Nàtuica d'Alacant i va treballar com a capità de marina mercant per al marquès de Comillas, entre d'altres, fins que va fundar la seva pròpia companyia, Ramón Lagier y Cía. Fou capità del primer vaixell a vapor d'Espanya, l' Hamburgo. El 1854 va perdre la seva família en una epidèmia de còlera a Alacant.
D'ideologia republicana, era lector de Victor Hugo, Descartes, Espronceda, Darwin i Fourier, i defensor del sufragi universal i els drets de la dona, fou nomenat president honorari del Club Republicà Federal d'Alacant. Implicat en la revolució de 1868 per la seva amistat amb Joan Prim i Prats, en el seu vapor Buenaventura va traslladar a Cadis molts oficials i generals revoltats que havien estat bandejats a Canàries, Portugal i Madeira. Fou candidat del Partit Republicà Democràtic Federal per Alacant a les eleccions generals espanyoles de 1869, però no fou escollit. Sí que fou escollit tinent d'alcalde d'Alacant. Es presentà novament pel districte d'Elx a les eleccions generals espanyoles de 1873 contra el cantonalista Emigdio Santamaría Martínez, qui finalment el va derrotar per un marge força estret. Durant uns mesos de 1873 també fou alcalde d'Alacant. Va col·laborar als diaris republicans La Discusión, La Igualdad, El Graduador i La Unión Democrática.
Durant la restauració borbònica es va unir al Partit Republicà Possibilista d'Eleuterio Maisonnave Cutayar. però el 1886 es va passar al Partit Republicà Progressista de Manuel Ruiz Zorrilla. El 1890 va donar suport a la Coalició Republicana i el 1894 va presidir l'Assemblea Nacional del Partit Republicà Progressista. En els darrers anys de la seva vida es va dedicar a la difusió de l'espiritisme.